# Shanghai Airlines
Shanghai Airlines er et luftfartsselskab mod hovedkvarter i Shanghai, Kina.
Selskabet flyver både indenlandske og internationale ruter.
Selskabet bruger de to shanghainesiske lufthavne Pudong International Airport og 
Hongqiao Airport .

## Historie
Selskabet blev stiftet i 1985 og havde de første flyvninger samme år. Det blev stiftet af Shanghais regionale regering som det første uafhængigt drevne lokale luftfartsselskab i Kina. Det havde til at starte med kun tilladelse til at flyve indenrigs, men selskabet vandt tilladelsen til at flyve internationalt i september 1997. Selskabet blev børsintroduceret på Shanghais børs i oktober 2002. 
Selskabet begyndte at flyve indenrigs fragt ruter i maj 2004. Det er det femte største selskab i Kina målt på luftflådens størrelse.
Shanghai Airlines var fra december 2007 medlem af flyselskab-sammenslutningen Star Alliance. I juni 2009 blev Shanghai Airlines opkøbt af China Eastern Airlines der var medlem af SkyTeam. Som følge af dette udtrådte Shanghai af Star Alliance 1. november 2010.